# Tu estilo es un freepass
«Tu estilo es un freepass» es un sencillo del grupo de la banda argentina Nerdkids. El tema, del año 2006, fue incluido en el disco "Bubbleglam" del mismo año. El cantante de la banda argentina Miranda!, Ale Sergi puso su voz en esa canción que llegó al puesto n.º 65 de "Los 100 + pedidos del 2006" de MTV Latinoamérica.